# Agrimonia striata
Agrimonia striata (tên tiếng Anh: Roadside agrimony, Grooved agrimony, Agrimony, Cocklebur, Woodland Agrimony, Woodland grooveburr) là một loài thực vật lâu năm thuộc họ Hoa hồng (Rosaceae). Nó có nguồn gốc tại Hoa Kỳ, Canada, và Saint Pierre và Miquelon.
Tên loài striata có nghĩa là "sọc".

## Hình ảnh

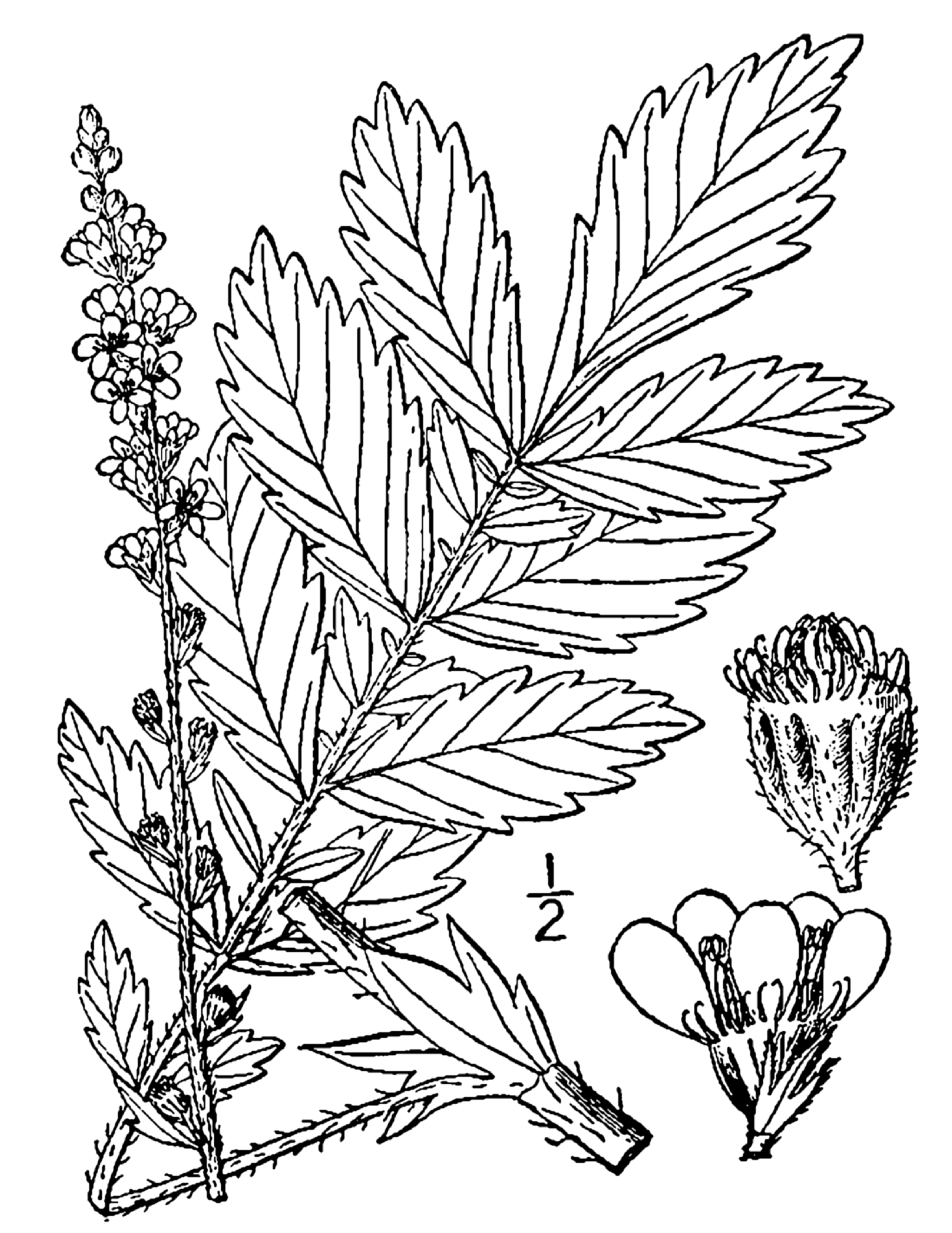
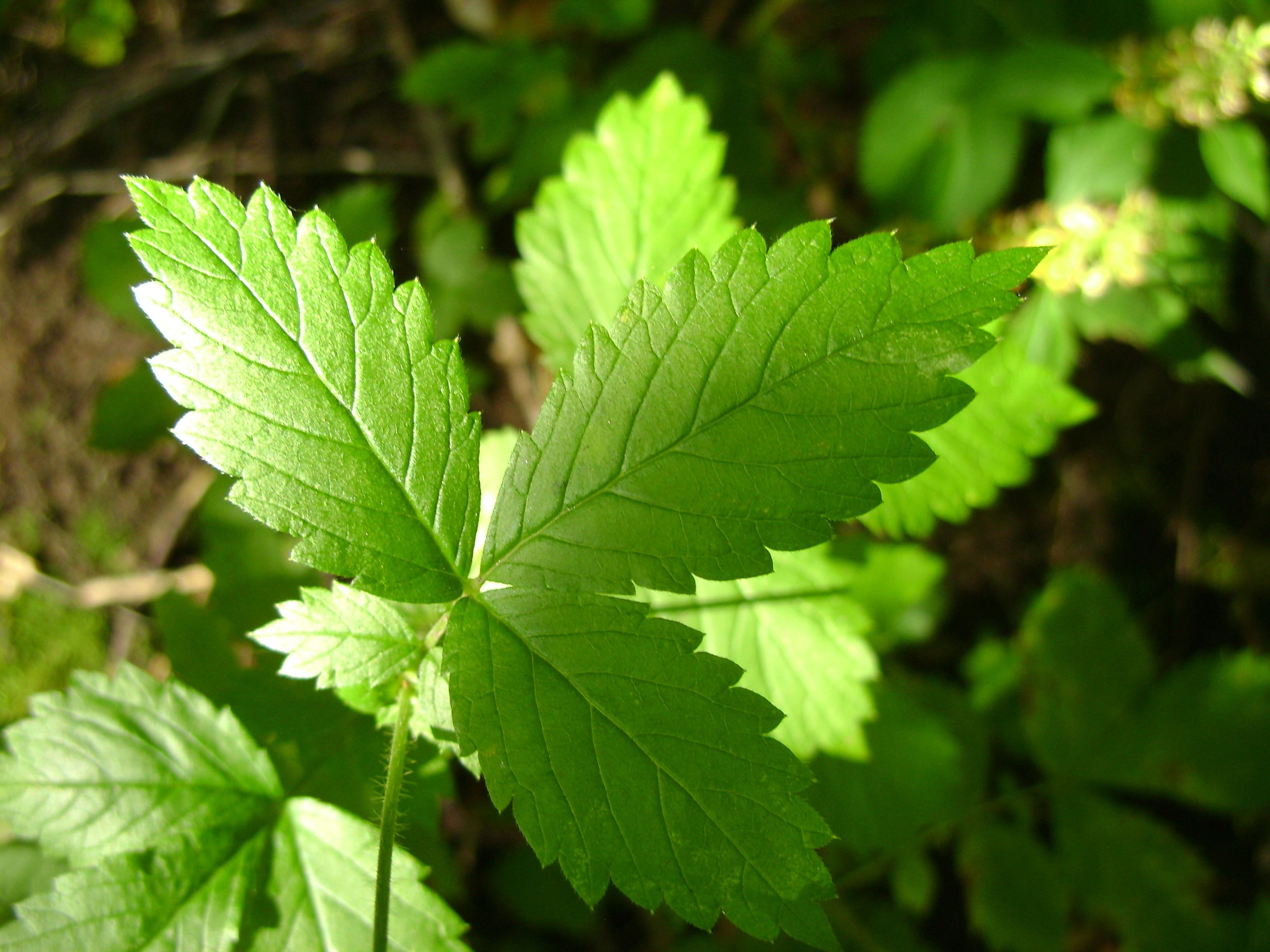
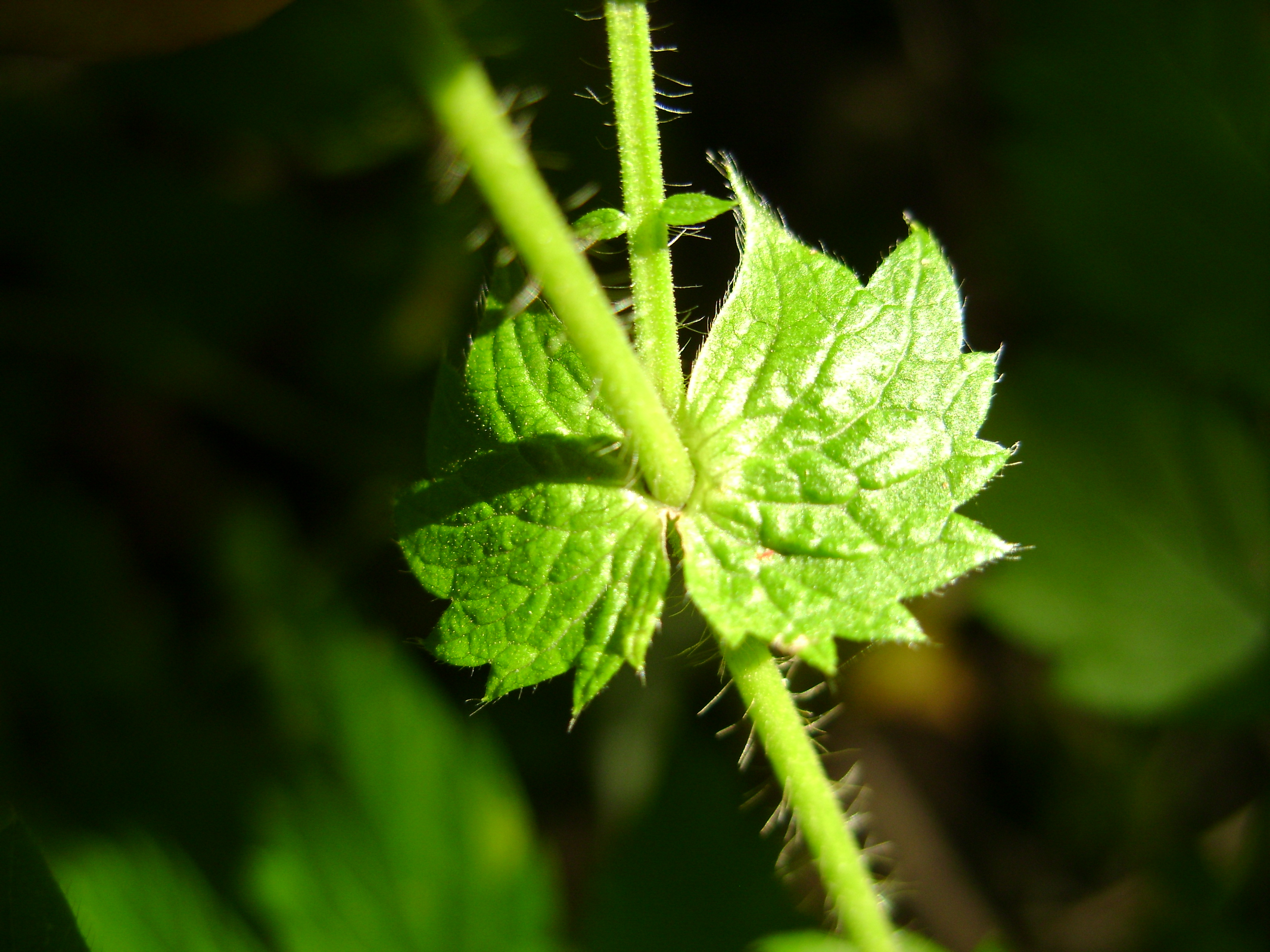
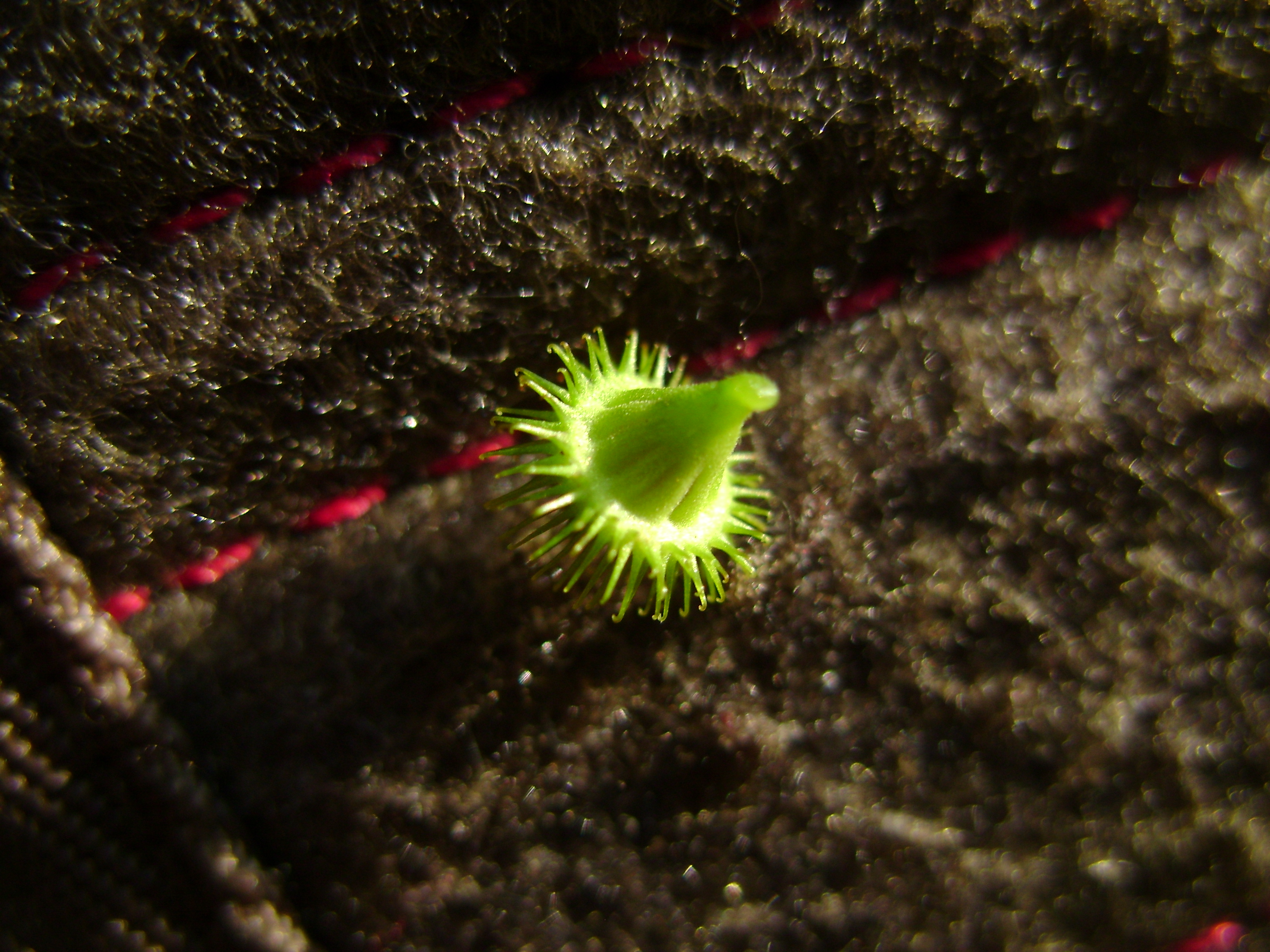